# Wesley Cabrera
Wesley Alberto Cabrera Duarte (La Chorrera, Panamá Oeste, 7 de mayo de 1992) es un futbolista panameño. Juega como mediocampista. Juega en el Veraguas United Fútbol Club de la Primera División de Panamá.

## Trayectoria

### San Francisco FC
Formado en las categorías inferiores del San Francisco FC de La Chorrera. Hizo su debut con el equipo profesional a los 19 años en la Primera División de Panamá el 3 de octubre de 2018 en la derrota 2 a 1 contra el CD Árabe Unido en el Estadio Armando Dely Valdés en donde fue titular y jugó todo el partido. En el Torneo Apertura 2018 jugó 6 partidos en donde fueron eliminados en las semifinales en donde perdieron en un marcador global de 4 a 3 contra el Costa del Este FC en donde no estuvo convocado. Fue subcampeón del Torneo Clausura 2019 en donde perdieron la final en donde perdieron la final 1 a 4 en las tandas de penales en donde quedó un marcador de 1 a 1 en los tiempos extras contra el CA Independiente en el Estadio Rommel Fernández en donde estuvo como suplente en todo el partido, en dicho torneo jugó 13 partidos. Marcó su primer gol internacional contra el Alianza FC en el partido de ida de la ronda preliminar de la Liga Concacaf 2019, en donde fueron eliminados en dicha ronda en un marcador global de 1 a 6 contra el Alianza FC en donde jugó en 1 partido. En el Torneo Apertura 2019 jugó 10 partidos en donde fueron eliminados en los playoff en donde perdieron 0 a 1 contra el San Francisco FC en donde estuvo como suplente en todo el partido. En el Torneo Apertura 2020 solo jugó 3 partidos porque el torneo fue cancelado por el COVID 19. En la Liga Concacaf 2020 jugó 1 partido en donde fueron eliminados en donde perdieron 1 a 0 contra la LD Alajuelense en el Estadio Alejandro Morera Soto en donde fue suplente y entró al minuto 79 por Luis Aurelio Pereira. Fue subcampeón del Torneo Clausura 2020 en donde perdieron la final 3 a 1 contra el CA Independiente en el Estadio Agustín Muquita Sánchez en donde fue suplente y entró al minuto al minuto 60 por Luis Aurelio Pereira, en dicho torneo jugó 8 partidos. En el Torneo Apertura 2021 jugó 10 partidos en donde quedaron en la última posición de la conferencia oeste. En el Torneo Clausura 2021 jugó 13 partidos en quedaron nuevamente en la última posición de la conferencia oeste, en donde descendieron por a ver quedado en la última posición de la tabla acumulada pero el descenso no se dio por temas del reglamento de competencia. En el Torneo Apertura 2022 jugó 7 partidos en donde quedaron en la cuarta posición de la conferencia oeste quedándose a un paso de clasificarse a los playoff. En el Torneo Clausura 2022 jugó 8 partidos en donde quedaron eliminados en los playoff en donde perdieron 2 a 0 contra el Sporting SM en el Estadio Los Andes en donde no estuvo convocado. En el Torneo Apertura 2023 jugó 8 partidos en donde quedó en la quinta posición en la conferencia oeste. En el Torneo Clausura 2023 jugó 8 partidos en donde fueron eliminados en los playoff en donde perdieron 4 a 5 en las tandas de los penales en donde quedó 1 a 1 en los tiempos extras contra el Alianza FC en el Estadio Agustín Muquita Sánchez en donde fue suplente y entró al minuto 92 por Carlos Alberto Rivera. El 22 de diciembre de 2023 se anunció su salida del club.

### Veraguas United FC
El 25 de julio de 2024 fue anunciado como nuevo jugador del Veraguas United Fútbol Club.

## Estadísticas
| Club                        | Div           | Temporada     | Liga  | Liga  | Copa Nacional | Copa Nacional | Copa Internacional | Copa Internacional | Total | Total | Prom. · |
| Club                        | Div           | Temporada     | Part. | Goles | Part.         | Goles         | Part.              | Goles              | Part. | Goles | Prom. · |
| --------------------------- | ------------- | ------------- | ----- | ----- | ------------- | ------------- | ------------------ | ------------------ | ----- | ----- | ------- |
| San Francisco FC · Panamá   | 1ª            | 2018-19       | 19    | 0     | 3             | 0             | -                  | -                  | 22    | 0     | 0,00    |
| San Francisco FC · Panamá   | 1ª            | 2019          | 10    | 0     | -             | -             | 1                  | 1                  | 11    | 1     | 0,09    |
| San Francisco FC · Panamá   | 1ª            | 20            | 11    | 0     | -             | -             | 1                  | 0                  | 12    | 0     | 0,00    |
| San Francisco FC · Panamá   | 1ª            | 2021          | 23    | 0     | -             | -             | -                  | -                  | 23    | 0     | 0,00    |
| San Francisco FC · Panamá   | 1ª            | 2022          | 15    | 0     | -             | -             | -                  | -                  | 15    | 0     | 0,00    |
| San Francisco FC · Panamá   | 1ª            | 2023          | 16    | 0     | -             | -             | -                  | -                  | 16    | 0     | 0,00    |
| San Francisco FC · Panamá   | Total         | Total         | 94    | 0     | 3             | 0             | 2                  | 1                  | 69    | 1     | 0,01    |
| Veraguas United FC · Panamá | 1ª            | 2024          | 0     | 0     | -             | -             | -                  | -                  | 0     | 0     | 0,00    |
| Veraguas United FC · Panamá | Total         | Total         | 0     | 0     | 0             | 0             | 0                  | 0                  | 0     | 0     | 0,00    |
| Total carrera               | Total carrera | Total carrera | 94    | 0     | 0             | 0             | 2                  | 1                  | 99    | 1     | 0,01    |